# Lundvedblomfluga
Lundvedblomfluga (Xylota tarda) är en tvåvingeart som beskrevs av Johann Wilhelm Meigen 1822. Lundvedblomfluga ingår i släktet vedblomflugor, och familjen blomflugor.
Artens utbredningsområde är Österrike. Arten är reproducerande i Sverige. Inga underarter finns listade i Catalogue of Life.